# Maximilian von Sachsen (1759–1838)

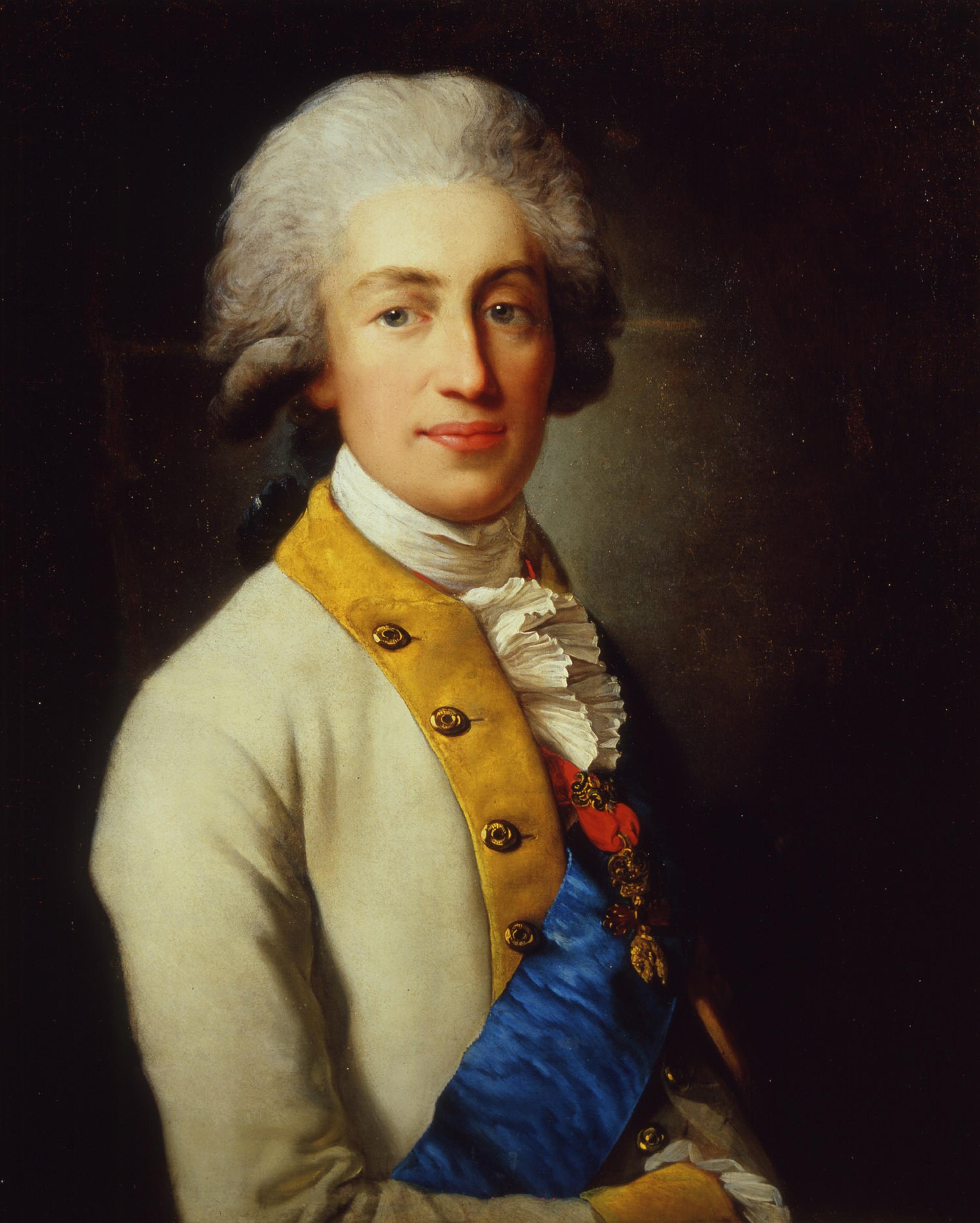
Prinz Maximilian von Sachsen

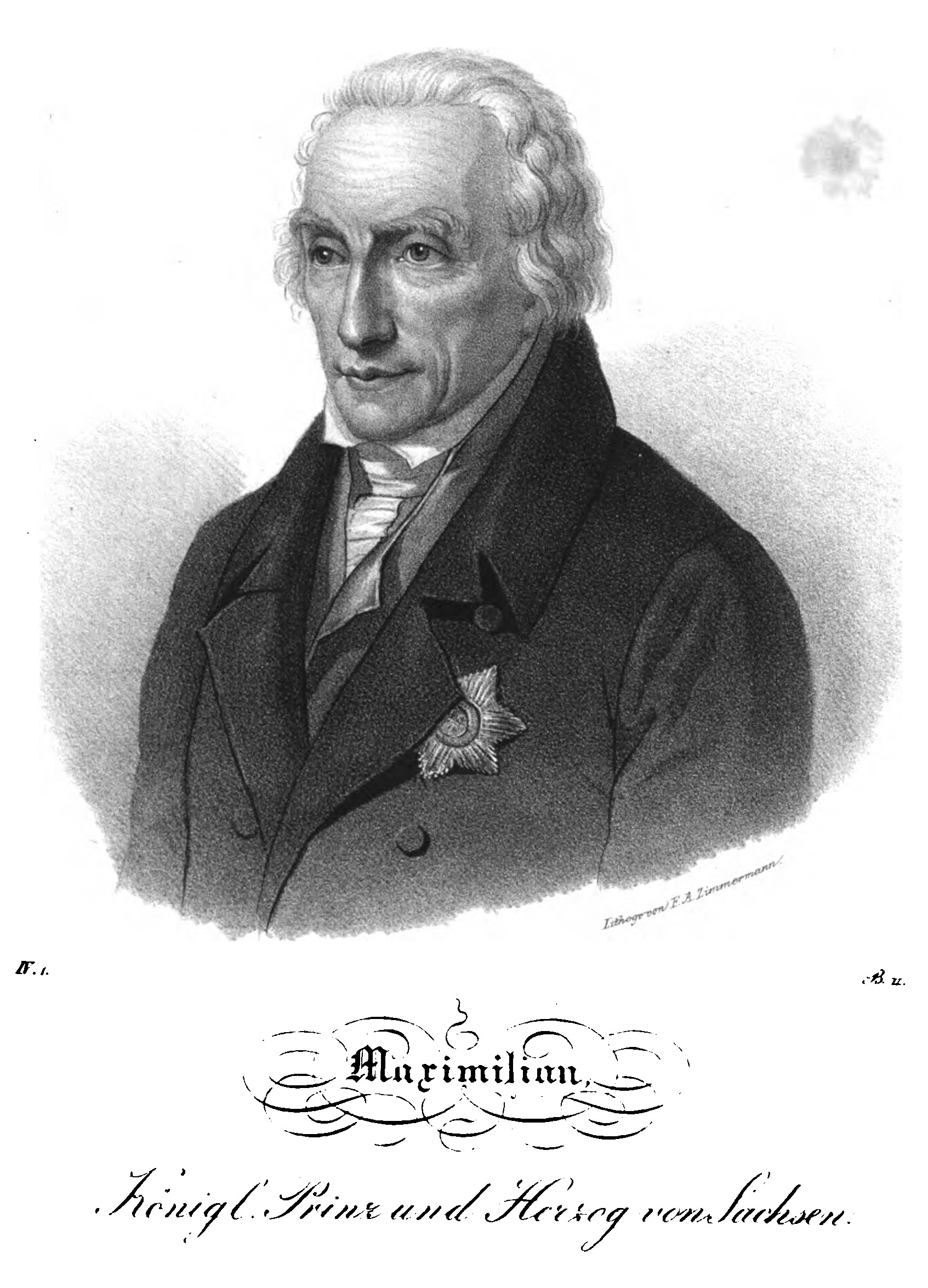
Maximilian von Sachsen, Lithographie von Friedrich August Zimmermann, 1839

Prinz Maximilian von Sachsen, vollständiger Name Maximilian Maria Joseph Anton Johann Baptist Johann Evangelista Ignaz Augustin Xaver Aloys Johann Nepomuk Januar Hermenegild Agnellus Paschalis von Sachsen (* 13. April 1759 in Dresden; † 3. Januar 1838 ebenda) war von 1827 bis 1830 designierter Thronfolger des Königreichs Sachsen.

## Leben
Maximilian war der jüngste Sohn des sächsischen Kurfürsten Friedrich Christian und dessen Gemahlin Maria Antonia von Bayern.
Da alle älteren Brüder Maximilians, sowohl die Prinzen Karl und Joseph von Sachsen, die bereits in jungem Alter starben, als auch Kurfürst Friedrich August III. und Kurprinz Anton keine überlebensfähigen männlichen Nachkommen zeugten, stand Maximilian 1796 an zweiter Stelle in der Thronfolge des Kurfürstentums und späteren Königreichs Sachsen. Als sein Bruder Friedrich August, der seit 1806 erster König von Sachsen war, 1827 starb, nahm Maximilian die erste Stelle der Thronfolge des Königreichs ein, während der bisherige Thronfolger Anton neuer König wurde.
Im Zuge der Unruhen von 1830/31 erklärte Maximilian am 13. September 1830 seinen Verzicht auf die Thronfolge zu Gunsten seines ältesten Sohnes Friedrich August, der zudem zum Mitregenten des greisen Königs Anton bestellt wurde. Nachdem er noch hatte erleben können, wie sein Sohn nach dem Tode Antons 1836 den Thron bestieg und dieser ihm das Schloss Weesenstein schenkte, starb Maximilian etwa eineinhalb Jahre später und wurde in der Wettiner-Gruft der Katholischen Hofkirche in Dresden beigesetzt.

## Ehen und Nachkommen
Seine erste Ehe schloss er am 22. April 1792 in Parma (per procurationem) bzw. am 9. Mai 1792 in Dresden (in persona) mit Prinzessin Carolina Maria Theresia Josephina (* 22. November 1770 in Parma; † 1. März 1804 in Dresden), Tochter des Herzogs Ferdinand von Parma, Piacenza und Guastalla aus dessen Ehe mit der Erzherzogin Maria Amalia von Österreich. Das Paar hatte gemeinsam folgende sieben Nachkommen:
- Amalia von Sachsen (1794–1870)
- Maria von Sachsen (1796 in Dresden–1865) ⚭ (am 6. Mai 1821) Großherzog Ferdinand III. von der Toskana
- Friedrich August II. (1797–1854), König von Sachsen
- Clemens von Sachsen (* 1. Mai 1798 in Dresden; † 4. Januar 1822 in Pisa)
- Maria Anna von Sachsen (1799–1832) ⚭ (am 16. November 1817) Großherzog Leopold II. von der Toskana
- Johann (1801–1873), König von Sachsen
- Maria Josepha von Sachsen (1803–1829) ⚭ (am 20. Oktober 1819) König Ferdinand VII. von Spanien.

21 Jahre nach dem Tod seiner ersten Gemahlin, heiratete er im Alter von 66 Jahren am 15. Oktober 1825 in Lucca (per procurationem) bzw. am 7. November 1825 in Dresden (in persona) die 43 Jahre jüngere Nichte seiner ersten Ehefrau, Prinzessin Maria Luisa Carlotta (1802–1857), Tochter des Königs Ludwig von Etrurien aus dessen Ehe mit der Infantin Maria Luisa von Spanien. Das Paar hatte keine gemeinsamen Nachkommen.

## Vorfahren
| Ahnentafel Maximilian von Sachsen | Ahnentafel Maximilian von Sachsen                                                                | Ahnentafel Maximilian von Sachsen                                                                             | Ahnentafel Maximilian von Sachsen                                                                | Ahnentafel Maximilian von Sachsen                                                                                   | Ahnentafel Maximilian von Sachsen                                                                 | Ahnentafel Maximilian von Sachsen                                                                | Ahnentafel Maximilian von Sachsen                                                                | Ahnentafel Maximilian von Sachsen                                                                                   |
| --------------------------------- | ------------------------------------------------------------------------------------------------ | --- | ------------------------------------------------------------------------------------------------ | --- | ------------------------------------------------------------------------------------------------- | ------------------------------------------------------------------------------------------------ | ------------------------------------------------------------------------------------------------ | --- |
| Ururgroßeltern                    | Kurfürst Johann Georg III. (1647–1691) ⚭ 1666 Anna Sophie von Dänemark und Norwegen (1647–1717)  | Markgraf Christian Ernst von Brandenburg-Bayreuth (1644–1712) ⚭ 1671 Sophie Luise von Württemberg (1642–1702) | Kaiser Leopold I. (1640–1705) ⚭ 1676 Eleonore Magdalene von der Pfalz (1655–1720)                | Herzog Johann Friedrich von Braunschweig-Calenberg (1625–1679) ⚭ 1668 Benedicta Henriette von der Pfalz (1652–1730) | Kurfürst Ferdinand Maria von Bayern (1636–1679) ⚭ 1652 Henriette Adelheid von Savoyen (1636–1679) | König Johann III. Sobieski (1629–1696) ⚭ 1665 Maria Kazimiera Sobieska (1641–1716)               | Kaiser Leopold I. (1640–1705) ⚭ 1676 Eleonore Magdalene von der Pfalz (1655–1720)                | Herzog Johann Friedrich von Braunschweig-Calenberg (1625–1679) ⚭ 1668 Benedicta Henriette von der Pfalz (1652–1730) |
| Urgroßeltern                      | König August II. (1670–1733) ⚭ 1693 Christiane Eberhardine von Brandenburg-Bayreuth (1671–1727)  | König August II. (1670–1733) ⚭ 1693 Christiane Eberhardine von Brandenburg-Bayreuth (1671–1727)               | Kaiser Joseph I. (1678–1711) ⚭ 1699 Wilhelmine Amalie von Braunschweig-Lüneburg (1673–1742)      | Kaiser Joseph I. (1678–1711) ⚭ 1699 Wilhelmine Amalie von Braunschweig-Lüneburg (1673–1742)                         | Kurfürst Maximilian II. Emanuel (1662–1726) ⚭ 1695 Therese Kunigunde von Polen (1676–1730)        | Kurfürst Maximilian II. Emanuel (1662–1726) ⚭ 1695 Therese Kunigunde von Polen (1676–1730)       | Kaiser Joseph I. (1678–1711) ⚭ 1699 Wilhelmine Amalie von Braunschweig-Lüneburg (1673–1742)      | Kaiser Joseph I. (1678–1711) ⚭ 1699 Wilhelmine Amalie von Braunschweig-Lüneburg (1673–1742)                         |
| Großeltern                        | König August III. (1696–1763) ⚭ 1719 Maria Josepha von Österreich (1699–1757)                    | König August III. (1696–1763) ⚭ 1719 Maria Josepha von Österreich (1699–1757)                                 | König August III. (1696–1763) ⚭ 1719 Maria Josepha von Österreich (1699–1757)                    | König August III. (1696–1763) ⚭ 1719 Maria Josepha von Österreich (1699–1757)                                       | Kaiser Karl VII. (1697–1745) ⚭ 1722 Maria Amalia von Österreich (1701–1756)                       | Kaiser Karl VII. (1697–1745) ⚭ 1722 Maria Amalia von Österreich (1701–1756)                      | Kaiser Karl VII. (1697–1745) ⚭ 1722 Maria Amalia von Österreich (1701–1756)                      | Kaiser Karl VII. (1697–1745) ⚭ 1722 Maria Amalia von Österreich (1701–1756)                                         |
| Eltern                            | Kurfürst Friedrich Christian von Sachsen (1722–1763) ⚭ 1747 Maria Antonia von Bayern (1724–1780) | Kurfürst Friedrich Christian von Sachsen (1722–1763) ⚭ 1747 Maria Antonia von Bayern (1724–1780)              | Kurfürst Friedrich Christian von Sachsen (1722–1763) ⚭ 1747 Maria Antonia von Bayern (1724–1780) | Kurfürst Friedrich Christian von Sachsen (1722–1763) ⚭ 1747 Maria Antonia von Bayern (1724–1780)                    | Kurfürst Friedrich Christian von Sachsen (1722–1763) ⚭ 1747 Maria Antonia von Bayern (1724–1780)  | Kurfürst Friedrich Christian von Sachsen (1722–1763) ⚭ 1747 Maria Antonia von Bayern (1724–1780) | Kurfürst Friedrich Christian von Sachsen (1722–1763) ⚭ 1747 Maria Antonia von Bayern (1724–1780) | Kurfürst Friedrich Christian von Sachsen (1722–1763) ⚭ 1747 Maria Antonia von Bayern (1724–1780)                    |
| Maximilian von Sachsen            |                                                                                                  | |                                                                                                  | |                                                                                                   |                                                                                                  |                                                                                                  | |